# Ohmmeter
Et ohmmeter er et måleinstrument der måler elektrisk modstand. Formelt bruges udtrykket kun om sådanne instrumenter der angiver den målte modstand i ohm, som er SI-enheden for elektrisk modstand, men da denne enhed stort set er enerådende, bruges ordet "ohmmeter" nu generelt om instrumenter til måling af elektrisk modstand.
I traditionelle multimetre virkede ohmmetre på den måde, at et lille batteri i serie med en justeringsmodstand og et drejespoleinstrument kunne forbindes med en ukendt modstand. Før en måling kunne påbegyndes, skulle man
(1) kontrollere at instrumentet pegede på "uendeligt" med åbne terminaler
(2) kortslutte terminalerne og med justere til viseren pegede på nul.
Herefter kunne man tilslutte den ukendte modstand til terminalerne.
Ohmskalaen havde på denne måde en ulineært forløb, og adskilte sig fra Volt- og milliAmpereskalaerne ved at have nul ved fuldt udslag.
I moderne digitalinstrumenter sker ohmmålingen ved at en konstantstrøm sendes gennem den ukendte modstand, samtig med at spændingsfaldet over den ukendte modstand måles. Således vil f.eks. 1 mA give en spænding på 1 Volt/kiloOhm. Ligesom multimetre vil det moderne digitalinstrument også kunne måle spænding og strøm, undertiden flere størrelser som f.eks. frekvens.
Til meget nøjagtige ohmmålinger kan en Wheatstones bro anvendes.